# Ponik (województwo śląskie)
Ponik – wieś w Polsce położona w województwie śląskim, w powiecie częstochowskim, w gminie Janów.
W latach 1975–1998 miejscowość położona była w województwie częstochowskim. 
Ponik leży na wschód od siedziby gminy Janów, z którym jest zrośnięty, przy drodze krajowej 46 Szczekociny – Częstochowa – Lubliniec – Opole – Nysa – Kłodzko. W miejscowości znajduje się ośrodek wypoczynkowy.